# Zelenîi Kurhan, Antrațît
Zelenîi Kurhan (în ucraineană Зелений Курган) este un sat în așezarea urbană Șciotove din orașul regional Antrațît, regiunea Luhansk, Ucraina.

## Demografie
Componența lingvistică a localității Zelenîi Kurhan
     Rusă (100%)
Conform recensământului din 2001, toată populația localității Zelenîi Kurhan era vorbitoare de rusă (100%).